# Stade du 19-Mai de Manisa
Le Manisa 19 Mayıs Stadyumu (Stade de Manisa - 19 mai) est un stade multifonctionnel situé dans la ville de Manisa en Turquie. Principalement utilisé pour le football, il est le terrain d'accueil du club de Manisaspor. Le stade possède une capacité de 16 597 spectateurs. 
Après la promotion en Turkish Süper Lig de Manisaspor, le stade est agrandi, passant de 14 280 à 16 597 spectateurs.
Le 6 février 2013, l'équipe nationale de Turquie dispute son premier match international dans ce stade face à la République Tchèque qui s'incline 2-0 à domicile.